# Nashville SC
Nashville SC je americký fotbalový klub z Nashvillu hrající severoamerickou Major League Soccer.

## Historie
V srpnu 2016 skupina podnikatelů z největších podniků v Nashvillu zformovala Organizační komisi Nashville MLS a zahájili úsilí o zajištění financování stadionu pro MLS. V říjnu 2017 skupina odhalila plány na nový stadion a okolní práce v hodnotě 275 milionů dolarů. Formální nabídka na expanzi MLS do Nashvillu byla podána v lednu 2017. V prosinci vedení MLS oficiálně potvrdilo rozšíření ligy o Nashville SC', který začne v lize působit od sezony 2020.
V prvním utkání MLS Nashville doma prohrál s Atlantou United 1:2.

## Soupiska
Pro sezonu 2020
| Číslo |           | Pozice | Hráč              |
| ----- | --------- | ------ | ----------------- |
| 1     | USA       | B      | Joe Willis        |
| 2     | USA       | O      | Daniel Lovitz     |
| 3     | USA       | O      | Jalil Anibaba     |
| 4     | USA       | O      | David Romney      |
| 5     | Kolumbie  | O      | Miguel Nazarit    |
| 6     | USA       | Z      | Dax McCarty       |
| 7     | Ghana     | Ú      | Abu Danladi       |
| 8     | Kostarika | Ú      | Randall Leal      |
| 9     | Senegal   | Ú      | Dominique Badji   |
| 10    | Německo   | Z      | Hany Mukhtar      |
| 11    | Ghana     | Ú      | David Accam       |
| 12    | Kanada    | O      | Alistair Johnston |
| 13    | USA       | B      | Adrian Zendejas   |
| 14    | Mexiko    | Ú      | Daniel Ríos       |

| Číslo |          | Pozice | Hráč              |
| ----- | -------- | ------ | ----------------- |
| 15    | USA      | O      | Eric Miller       |
| 16    | USA      | O      | Ken Tribbett      |
| 19    | USA      | Ú      | Alan Winn         |
| 20    | Panama   | Z      | Aníbal Godoy      |
| 21    | USA      | Z      | Derrick Jones     |
| 22    | USA      | Z      | Matt LaGrassa     |
| 23    | USA      | O      | Taylor Washington |
| 24    | USA      | Z      | Tanner Dietrich   |
| 25    | USA      | O      | Walker Zimmerman  |
| 27    | Kamerun  | Z      | Brian Anunga      |
| 30    | USA      | B      | Elliot Panicco    |
| 55    | Honduras | O      | Brayan Beckeles   |
| 94    | Kolumbie | O      | Jimmy Medranda    |